# Gianni Romme
Gianni Petrus Cornelis Romme (ur. 12 lutego 1973 w Lage Zwaluwe) – holenderski łyżwiarz szybki, trzykrotny medalista olimpijski, wielokrotny medalista mistrzostw świata i czterokrotny zdobywca Pucharu Świata.

## Kariera
Specjalizował się w długich dystansach. Pierwszy sukces w karierze osiągnął w 1996 roku, kiedy zdobył złoty medal w biegu na 10 000 m i brązowy na dwukrotnie krótszym dystansie podczas mistrzostw świata na dystansach w Hamar. Rok później, podczas mistrzostw świata w Warszawie ponownie wygrał na 10 000 m, a na 5000 m był drugi. Na obu dystansach zwyciężył podczas mistrzostw świata w Calgary w 1998 roku i mistrzostw świata w Nagano w 2000 roku, a na rozgrywanych w międzyczasie mistrzostwach w Heerenveen wygrał bieg na 5000 m, a na 10 000 m zdobył srebrny medal. Ponadto zajmował trzecie miejsce na dystansie 5000 m podczas mistrzostw świata w Salt Lake City w 2001 roku i rozgrywanych trzy lata później mistrzostw świata w Seulu. Zwyciężał także na wielobojowych mistrzostwach świata podczas MŚ w Milwaukee w 2000 roku oraz MŚ w Göteborgu i mistrzostwach Europy w Heerenveen w 2003 roku.
W 1998 roku brał udział igrzyskach olimpijskich w Nagano, zdobywając złote medale na dystansach 5000 i 10 000 m, ustanawiając jednocześnie rekordy świata. W krótszym biegu wyprzedził swego rodaka Rintje Ritsmę i reprezentującego Belgię Barta Veldkampa, a w dłuższym kolejno Boba de Jonga i Rintje Ritsmę. Podczas rozgrywanych cztery lata igrzysk olimpijskich w Salt Lake City Romme wystartował tylko w biegu na 10 000 m. Rywalizację ukończył na drugiej pozycji, ustanawiając nowy rekord olimpijski. W biegu tym zwyciężył jego rodak, Jochem Uytdehaage, a trzecie miejsce zajął Norweg Lasse Sætre.
Wielokrotnie stawał na podium zawodów Pucharu Świata, odnosząc przy tym 22. zwycięstwa. W sezonach 1997/1998, 1999/2000, 2000/2001 i 2001/2002 zwyciężał w klasyfikacji końcowej na 5000 m/10 000 m, w sezonach 1995/1996 i 1996/1997 był drugi, a sezon 2004/2005 ukończył na trzeciej pozycji.
Ustanowił dziewięć rekordów świata. Został uznany Holenderskim Sportowcem Roku w 1998 roku. W 2000 roku został uhonorowany Nagrodą Oscara Mathisena.